# 石檟
石檟（1535年—1609年），字伯材，河南汝寍所軍籍，直隸鳳陽府人，明朝政治人物。同進士出身。

## 生平
嘉靖三十四年（1555年）乙卯科河南鄉試第十八名舉人。隆慶二年（1568年）中式戊辰科會試第三百五十七名，三甲第一百六十五名進士。授辰州府推官，六年十月选授试御史，萬曆元年（1573年）實授南京福建道监察御史，出为四川按察司佥事，六年五月升甘肃行太仆寺少卿兼陕西佥事、整饬庄浪兵备兼理马政，十一年二月改任陕西行太仆寺少卿兼佥事，十二年五月升本省臨巩兵备副使，晋右参政，十六年十月升山西按察使，十八年七月起补陕西按察使，抚治西宁，二十年升本省右布政使，辞官归乡，自號西湖钓叟，卒年七十五。祀乡贤。

## 家族
曾祖石珎，壽官；祖父石昺；父石源，母藺氏。永感下。兄石楠（贡士）。弟石淧、石棟。